# Soul Brasil Pro Cycling Team
Das Soul Brasil Pro Cycling Team ist ein brasilianisches Radsportteam mit Sitz in Pindamonhangaba.
Die Mannschaft wurde 2010 gegründet und nahm als Continental Team an den UCI Continental Circuits teil. Sie geht aus dem Team Fapi/Sundown/JKS/Pindamonhangaba hervor. Für die Saison 2016 erhielt die Mannschaft von der UCI eine Lizenz als Professional Continental Team.
Manager ist Benedito Júnior, der von dem Sportlichen Leiter Francisco Manzo unterstützt wird.
Nach drei Dopingfällen durch Ramiro Rincon Diaz, Joao Marcelo Pereira Gaspar und Kleber Da Silva Ramos wurde das Team durch die UCI im Dezember 2016 für zwei Monate gesperrt, erhielt aber mit Verzögerung gleichwohl eine Lizenz für die Saison 2017. Nach auffälligen Werten im Biologischen Pass des Fahrers Alex Diniz und dem Vorwurf an Otávio Bulgarelli eine Dopingkontrolle manipuliert zu haben, wurde die Mannschaft in der Saison 2017 erneut für 35 Tage suspendiert. Für die Saison 2018 erhielt das Team keine Lizenz als UCI-Team.

## Saison 2018

### Erfolge in der UCI America Tour
In den Rennen der Saison 2018 der UCI America Tour gelangen die nachstehenden Erfolge.
| Datum               | Rennen                                       | Kat. | Sieger                       |
| ------------------- | -------------------------------------------- | ---- | ---------------------------- |
| 24. März            | 2a. Etappe Vuelta Ciclista del Uruguay (MZF) | 2.2  | Soul Brasil Pro Cycling Team |
| 30. März            | 8a. Etappe Vuelta Ciclista del Uruguay (EZF) | 2.2  | Magno Nazaret                |
| 23. März – 1. April | Gesamtwertung Vuelta Ciclista del Uruguay    | 2.2  | Magno Nazaret                |

## Saison 2017

### Erfolge in der UCI America Tour
In den Rennen der Saison 2017 der UCI America Tour gelangen die nachstehenden Erfolge.
| Datum        | Rennen                                       | Kat. | Fahrer        |
| ------------ | -------------------------------------------- | ---- | ------------- |
| 9. April     | 3b. Etappe Vuelta Ciclista del Uruguay (MZF) | 2.2  | Soul Brasil   |
| 12. April    | 6. Etappe Vuelta Ciclista del Uruguay (EZF)  | 2.2  | Magno Nazaret |
| 7.–16. April | Gesamtwertung Vuelta Ciclista del Uruguay    | 2.2  | Magno Nazaret |

### Erfolge bei den Nationalen Straßen-Radsportmeisterschaften
In den Rennen zu den Nationalen Straßen-Radsportmeisterschaften 2017 gelangen die nachstehenden Erfolge.
| Datum      | Rennen                                                | Sieger             |
| ---------- | ----------------------------------------------------- | ------------------ |
| 24. August | Brasilianische Meisterschaft – Einzelzeitfahren       | Magno Nazaret      |
| 24. August | Brasilianische Meisterschaft – Einzelzeitfahren (U23) | Andre Eduardo Gohr |

### Zugänge – Abgänge
| Zugänge          | Team 2016              | Abgänge             | Team 2017                                       |
| ---------------- | ---------------------- | ------------------- | ----------------------------------------------- |
| Lauro Chaman     | Neoprofi               | Otávio Bulgarelli   |                                                 |
| Caio Godoy       | Neoprofi               | Alex Diniz          |                                                 |
| Gabriel Machado  | Clube Dataro-Gigantech | João Marcelo Gaspar |                                                 |
| Gideoni Monteiro | Neoprofi               | Nathan Mahler       |                                                 |
| Daniel Silva     | Rádio Popular Boavista | Antonio Piedra      | Manzana Postobón Team                           |
|                  |                        | Rodrigo Quirino     |                                                 |
|                  |                        | Kleber Ramos        |                                                 |
|                  |                        | Pablo Urtasun       | Assistent des Sportlichen Leiters bei Team Ukyo |

### Mannschaft
| Teamkader 2017                                             | Teamkader 2017    | Teamkader 2017 | Teamkader 2017                                   |
| Name                                                       | Geburtsdatum      | Land           | Vorheriges Team                                  |
| ---------------------------------------------------------- | ----------------- | -------------- | ------------------------------------------------ |
| Murilo Affonso                                             | 19. Juni 1991     | Brasilien      | Ironage-Colner (2014)                            |
| André Almeida                                              | 16. Dezember 1992 | Brasilien      |                                                  |
| Flavio Santos                                              | 12. Oktober 1980  | Brasilien      |                                                  |
| Lauro Chaman                                               | 25. Juni 1987     | Brasilien      | Memorial-Prefeitura de Santos (2014)             |
| Francisco Chamorro                                         | 7. August 1981    | Argentinien    | Real Cycling Team (2012)                         |
| Caio Godoy                                                 | 24. April 1995    | Brasilien      |                                                  |
| Magno Nazaret                                              | 17. Januar 1986   | Brasilien      | Scott-Marcondes Cesar-São José dos Campos (2010) |
| Pedro Nicácio                                              | 13. Oktober 1981  | Brasilien      | São José dos Campos (2010)                       |
| Roberto Silva                                              | 9. Januar 1983    | Brasilien      |                                                  |
| Daniel Silva                                               | 8. Juni 1985      | Portugal       | Rádio Popular-Boavista (2016)                    |
| Gabriel Silva                                              | 6. Mai 1997       | Brasilien      |                                                  |
| André Gohr                                                 | 15. August 1996   | Brasilien      | World Cycling Centre (2016)                      |
| Breno Morais                                               | 6. März 1997      | Brasilien      |                                                  |
| Raphael Pires                                              | 16. Januar 1997   | Brasilien      |                                                  |
| Victor Ranghetti                                           | 28. Dezember 1998 | Brasilien      |                                                  |
| Lincoln Silva                                              | 11. April 1997    | Brasilien      |                                                  |
| Jordi Simón                                                | 6. September 1990 | Spanien        | Verva ActiveJet (2016)                           |
|                                                            |                   |                |                                                  |
| Quellen: ProCyclingStats Cycling Quotient Cycling Archives |                   |                |                                                  |

Anmerkung: Lincoln Silva missing qualifiers by rider

## Platzierungen in UCI-Ranglisten
UCI Africa Tour
| Saison    | Mannschaftswertung | Fahrerwertung        |
| --------- | ------------------ | -------------------- |
| 2010-2015 | -                  | -                    |
| 2016      | 125.               | Flavio Santos (219.) |

UCI America Tour
| Saison | Mannschaftswertung | Fahrerwertung          |
| ------ | ------------------ | ---------------------- |
| 2010   | 1.                 | Edgardo Simón (13.)    |
| 2011   | 4.                 | Flavio Santos (24.)    |
| 2012   | 2.                 | Magno Nazaret (8.)     |
| 2013   | 3.                 | Alex Diniz (11.)       |
| 2014   | 3.                 | Carlos Manarelli (17.) |
| 2015   | 2.                 | Daniel Díaz (4.)       |
| 2016   | 6.                 | Kleber Ramos (59.)     |

UCI Asia Tour
| Saison    | Mannschaftswertung | Fahrerwertung         |
| --------- | ------------------ | --------------------- |
| 2010-2015 | -                  | -                     |
| 2016      | 68.                | Antonio Piedra (200.) |

UCI Europe Tour
| Saison    | Mannschaftswertung | Fahrerwertung          |
| --------- | ------------------ | ---------------------- |
| 2010-2011 | -                  | -                      |
| 2012      | 125.               | Magno Nazaret (1141.)  |
| 2013-2015 | -                  | -                      |
| 2016      | 127.               | Antonio Piedra (1343.) |